# تروليكون
تروليكون (بالألمانية: Trüllikon) هي إحدى بلديات مقاطعة أندلفينغن في كانتون زيورخ في سويسرا. تبلغ مساحتها 9.80 كيلومتر مربع، ويقدر عدد سكانها بـ 1059 نسمة (حسب تعداد ديسمبر 2017).